# Salzteig

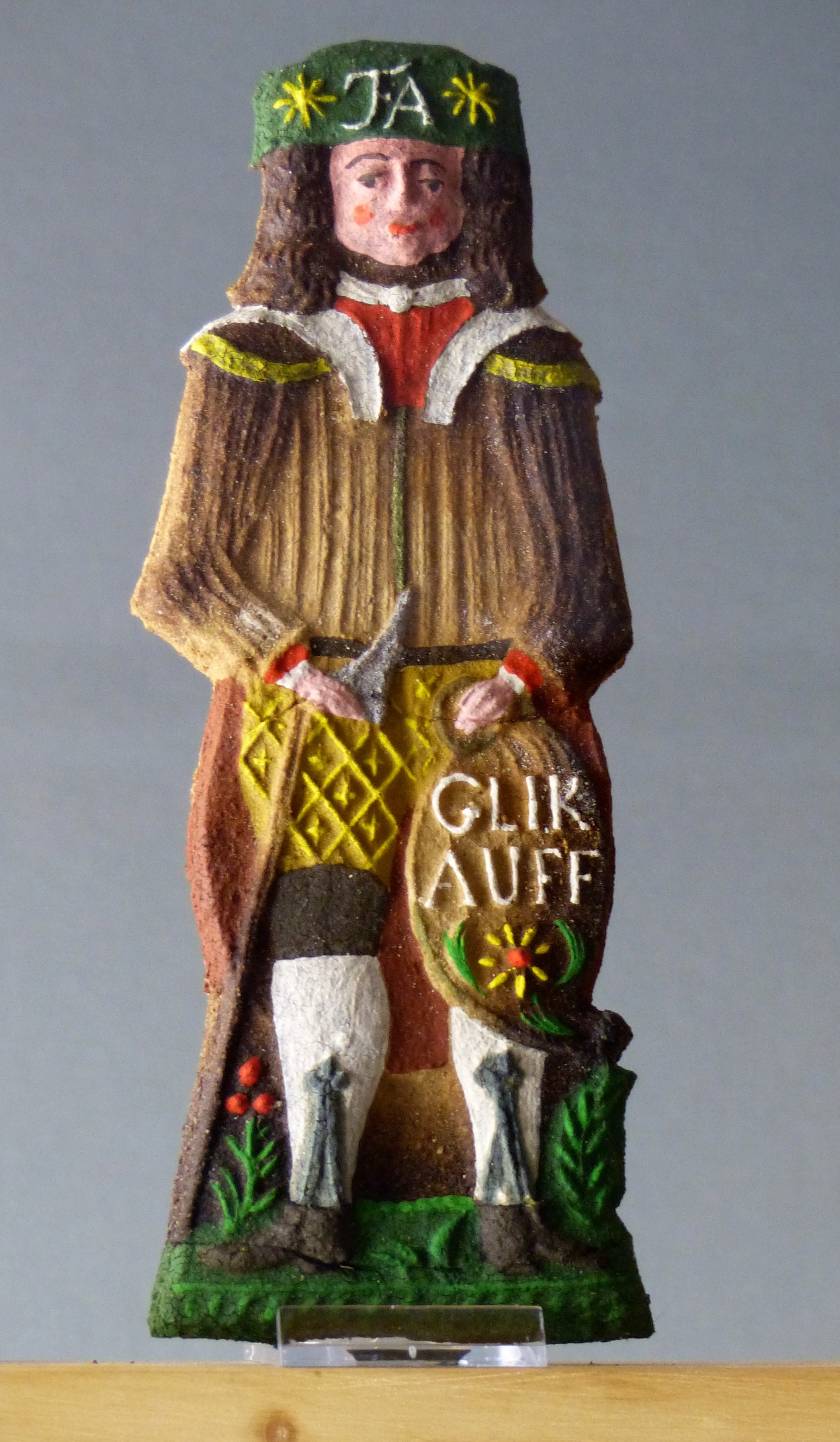
Bemalte Bergmannsfigur aus Salzteig (Form um 1900)

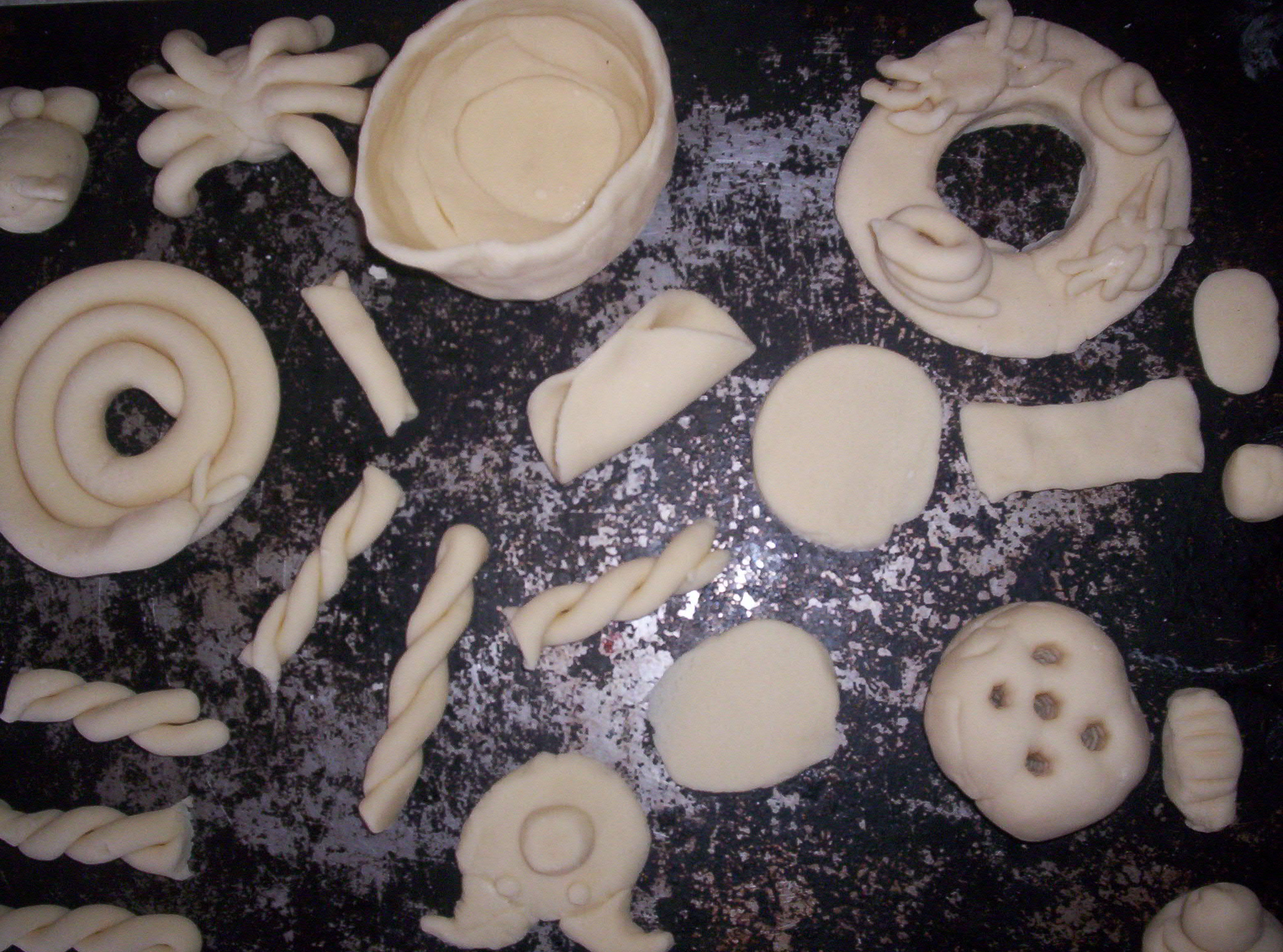
Salzteig als Kreativ-Material

Salzteig ist eine selbst zubereitete Modelliermasse zum Basteln. Der Teig ist nicht zum Verzehr geeignet und wirkt in großen Mengen dehydrierend und damit gesundheitsschädlich.
Vor allem in Kindertagesstätten, Kindergärten und Schulen ist dieses Bastelmaterial wegen der billigen Herstellung, der schadstofffreien Zusammensetzung sowie der einfachen und vielfältigen Verarbeitungsmöglichkeiten sehr beliebt.
Salzteig besteht aus Salz, Weizenmehl und Wasser oder Pflanzenöl, die zu einem knetbaren Teig vermischt werden. In der Regel beträgt das Verhältnis von Salz zu Mehl 50:50. Das Salz wirkt konservierend und der hohe Salzgehalt macht den Teig weitgehend ungenießbar. Um Konsistenz und Haltbarkeit zu verbessern, kann das Weizenmehl bis zur Hälfte durch Kartoffelmehl ersetzt oder dem Teig etwas Tapetenkleister zugefügt werden. Um eine farbige Masse herzustellen, können dem Teig Wasserfarbe, Abtönfarbe, Lebensmittelfarbe, Fingermalfarbe oder schadstofffreie natürliche Pigmente zugegeben werden. 
Zum Aushärten werden die modellierten Objekte ca. 30 bis 40 Minuten, dickwandige Gegenstände auch länger, bei 150 °C im Backofen gebacken. Man kann die Objekte aber auch einige Tage an der Luft trocknen lassen.
Nach dem Erkalten der Gegenstände können diese bemalt und lackiert werden. Wegen des verwendeten Salzes sind die fertigen Objekte allerdings empfindlich gegen Wasser (hygroskopisch). Geeignet sind deshalb vor allem wasserfreie Farben und Lacke.